# 大石信重
大石 信重（おおいし のぶしげ）は、南北朝時代の武将。大石氏中興の祖とされる。武蔵国・伊豆国守護代。

## 生涯
木曾家教の四男として誕生。縁戚関係にある大石為重の養子となる。関東管領・上杉憲顕に仕え、武蔵国比企郡津下郷三百貫文を与えられた。
正平6年/観応2年（1351年）、挙兵した南朝方の新田義宗と敵対し、笛吹峠の合戦で先陣を勤めた。正平11年/延文元年（1356年）5月、その戦功として武蔵入間・多摩両郡に13郷を得て同年8月に多摩に移住し、二宮に館を構えた。また、武蔵目代職、武蔵守護代、伊豆守護代を歴任した。元中元年/至徳元年（1384年）、浄福寺城を築城した。
応永31年（1424年）、死去。享年89（または91）。
墓所は信重が開基した曹洞宗大龍山青松院永源寺（所沢市久米）。